# 21 & Over
21 & Over (titulada Noche de marcha en España, Una noche loca en México y 21: La gran fiesta en el resto de Hispanoamérica) es una película de comedia del año 2013 dirigida por Jon Lucas y codirigida por Scott Moore.

## Sinopsis
Jeff Chang es un brillante estudiante que está a punto de cumplir 21 años de edad. En la noche previa a una importante entrevista en una facultad de medicina a la que Jeff quiere estudiar, dos amigos suyos lo llevan a tomar una cerveza, pero la noche no terminará como esperaban debido a que Jeff desaparece, por lo que deben buscarlo por toda la ciudad.

## Reparto
| Actor                  | Personaje   |
| ---------------------- | ----------- |
| Miles Teller           | Miller      |
| Skylar Astin           | Casey       |
| Justin Chon            | Jeff        |
| Sara Wright            | Nicole      |
| Jonathan Keltz         | Randy       |
| François Chau          | Dr. Chang   |
| Josie Loren            | Aguilar     |
| Christiann Castellanos | Gómez       |
| Russell Hodgkinson     | El jefe     |
| Daniel Booko           | Julian      |
| Russell Mercado        | Jayden      |
| Dustin Ybarra          | PJ Brill    |
| Samantha Futerman      | Sally Huang |